# Національний парк Каенг Крачан
12°47′56″ пн. ш. 99°27′12″ сх. д. / 12.798888888889° пн. ш. 99.453333333333° сх. д.

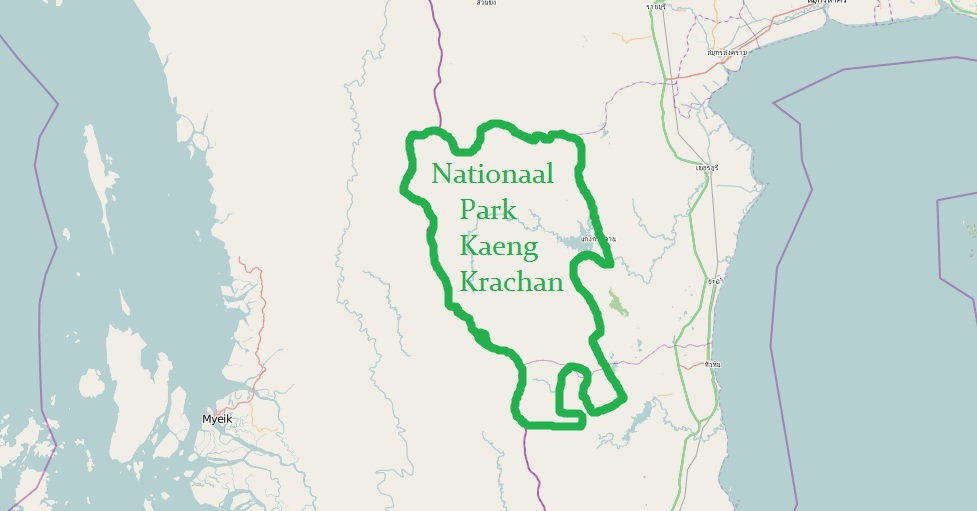

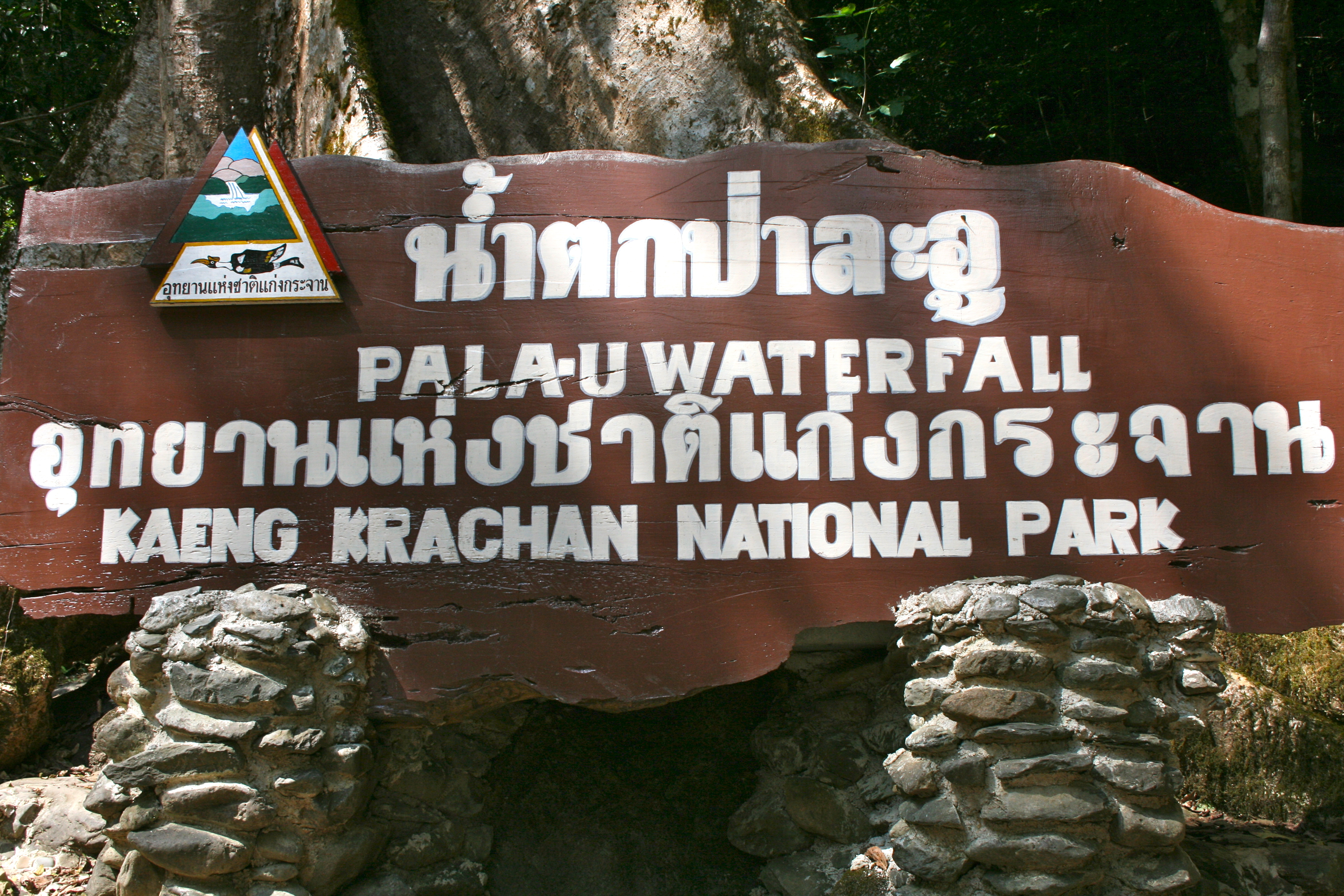
Національний парк Краенг-Крачан (Таїланд)

Національний парк «Каенг Крачан» (Kaeng Krachan National Park) — національний парк на півдні Таїланду (поряд з кордоном М'янми), в провінції Пхетчабурі. Заснований у 1981 році. Площа — 2914 квадратних кілометрів. Це є найбільший за розміром території національний парк країни, і один з найбільших у Південно-Східній Азії.
Більша частина національного парку являє собою природну резервацію гірського ланцюга Танаосі (Таннасерім), який покритий густими і непролазними джунглями. Висота гірського масиву, на якому лежить заповідник коливається в межах 1100—1400 метрів над рівнем моря.

## Географія

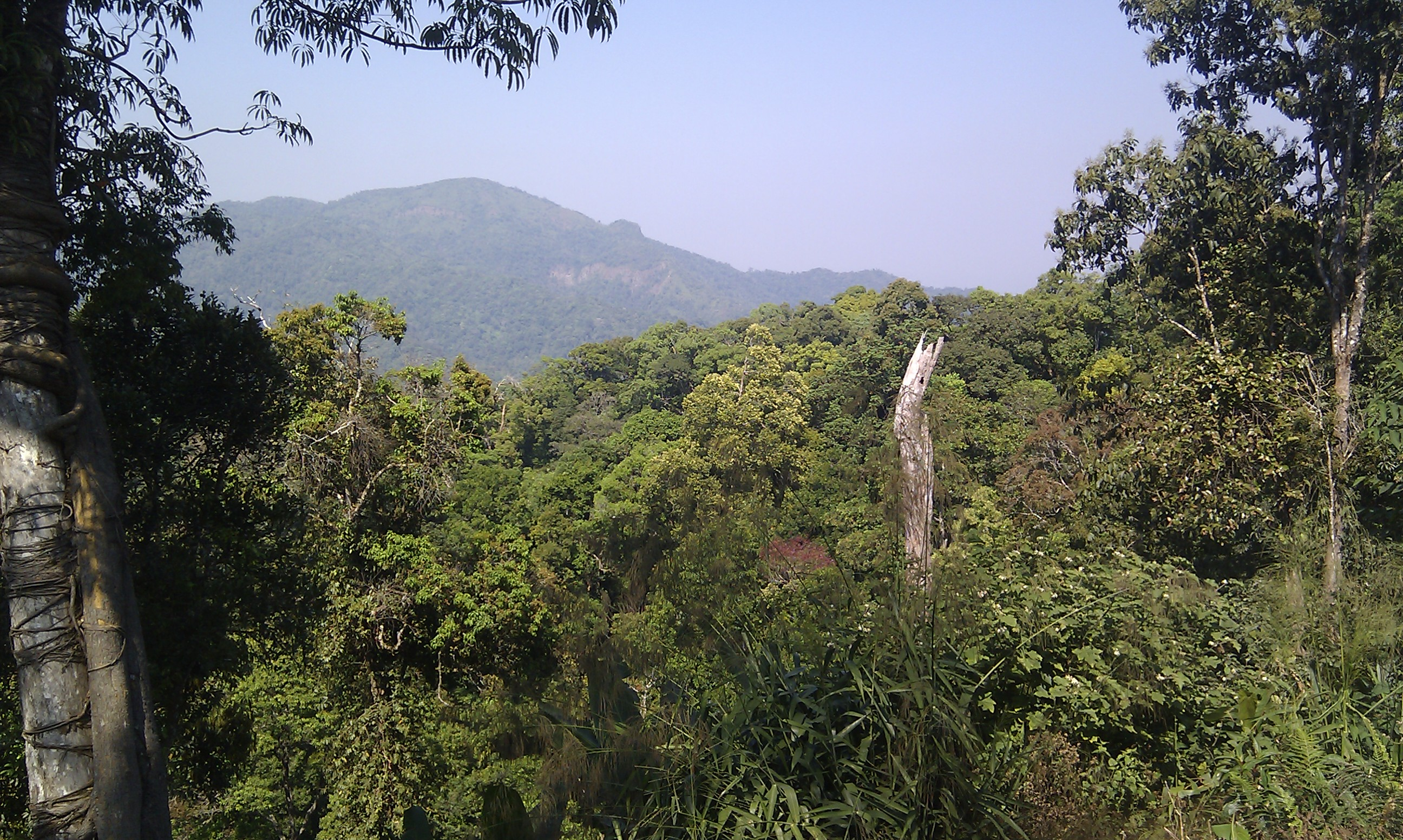
Краєвид парку

Знаходиться на півдні Таїланду, за 75 кілометрів на захід від курортного міста Хуа Хін, в тайській провінції Пхетчабурі, за 175 км від столиці Таїланду — міста Бангкок. Таким чином парк повністю лежить на півострові Малакка, у північній його частині. У національному парку знаходяться витоки двох річок: Пхетчабурі та Пхранбурі. Західна частина щільно прилягає до кордону з М'янмою.

## Біологічне різноманіття
Понад 80 % біологічних видів занесені до місцевої Червоної книги, і є реліктами та ендеміками. У важкодоступних місцях парку проживає понад 45 видів ссавців, в тому числі індійські слони (Elephas maximus, індокитайські тигри (Panthera tigris corbetti), хмарні леопарди, малазійські ведмеді (Helarctos malayanus), бантенги (Bos javanikus) — дика рогата худоба, видри (Lutra), гігантські варани (Varanus), гібони (Hulobates lar), макаки (Macaca), золоті шакали, сероу, свинохвості макаки, гавкаючі олені, хорза, бінтуронги, мангусти, видри, цивети, мунджаки. Серед плазунів найвідомішим представником є сіамський крокодил (Crocodylus siamensis).
Клас птахи представлений 250 ендемічними і реліктовими видами, з яких половина видів належать до вимираючих. Найвідоміші представники — птахи-носороги (Bucerotidae)- щонайменше 6 видів, змієїд (Circaetus gallicus), червоний півень, фазан (Phasianus) та павич (Pavo cristatus).

## Охорона природи
Це одна з найпривабливіших для туристів природних пам'яток Таїланду, яку щорічно відвідує понад 50 тисяч відвідувачів.
«Озеро мавп» — це штучна водойма в межах парку, з площею у понад 45 квадратних кілометрів, являє собою найцікавіший для науковців та туристів об'єкт. Останніми роками активно зросла кількість відвідувачів парку (у період 2000-2010 рр. у більш ніж 6 разів), що спровокувало значне антропогенове навантаження на екосистему національного парку. Ряд міжнародних природозахисних організацій закликали уряд Таїланду обмежити пропуск туристів на 40 % в рік. А всесвітня організація Ґрінпіс взагалі вимагала закрити парк для туристів, аби зменшити вплив людини на екосистему. Однак урядом ці ідеї були відкинуті, оскільки парк приносить значні прибутки місцевому бюджету.
Значна частина парку являє собою водосховище, що було утворене в 1966 році з метою водовідведення і спорудження греблі на річці Пхетчабурі. Парк входить до списку природної спадщини країн АСЕАН, а також входить до переліку кандидатів на вступ до Всесвітнього фонду дикої природи та ЮНЕСКО.